# Salvo Randone
Salvatore Randone, detto Salvo (Siracusa, 25 settembre 1906 – Roma, 6 marzo 1991), è stato un attore italiano.

## Biografia

Randone a diciotto anni, nel periodo in cui studiava recitazione alla Filodrammatica del Circolo Artistico a Catania

Sulle scene dal 1926, s'impose negli anni quaranta recitando Il lutto si addice ad Elettra di O'Neill. Attore inquieto e sanguigno, ha impersonato tra l'altro con memorabili risultati Iago e Timone d'Atene, Malvolio ed Edipo, Filottete e Oreste ed è stato soprattutto uno straordinario interprete dei più torbidi drammi di Betti e del teatro di Pirandello (Enrico IV, Il piacere dell'onestà, Tutto per bene, Il berretto a sonagli, Pensaci, Giacomino!) ed inoltre un memorabile Innominato nello sceneggiato televisivo I promessi sposi di Sandro Bolchi. Celebre la sua interpretazione di Iago in un'edizione dell'Otello di Shakespeare in cui fece coppia con Vittorio Gassman.
Ha sempre alternato la conduzione di una propria compagnia a occasionali partecipazioni in teatri stabili e in spettacoli d'eccezione. Si affermò nel cinema con Elio Petri, che gli affidò ruoli di primo piano in L'assassino (1961) e I giorni contati (1962) e incisive apparizioni in La decima vittima (1965), A ciascuno il suo (1967), Indagine su un cittadino al di sopra di ogni sospetto (1970), La classe operaia va in paradiso (1971), La proprietà non è più un furto (1973). Grande interpretazione anche nel film di Luigi Magni "In nome del Papa Re" nei panni del capo dei gesuiti. Tra i film diretti da altri registi, spiccano Salvatore Giuliano e Le mani sulla città (entrambi di Francesco Rosi), Il processo di Verona di Carlo Lizzani e La parmigiana di Antonio Pietrangeli, l'episodio Toby Dammit in Tre passi nel delirio e il Fellini Satyricon (entrambi di Federico Fellini), La colonna infame di Nelo Risi.

## Vita privata
Nel 1970 sposò l'attrice Neda Naldi. Visse gli ultimi anni di vita in ristrettezze economiche, per cui usufruì della legge Bacchelli.

## Filmografia

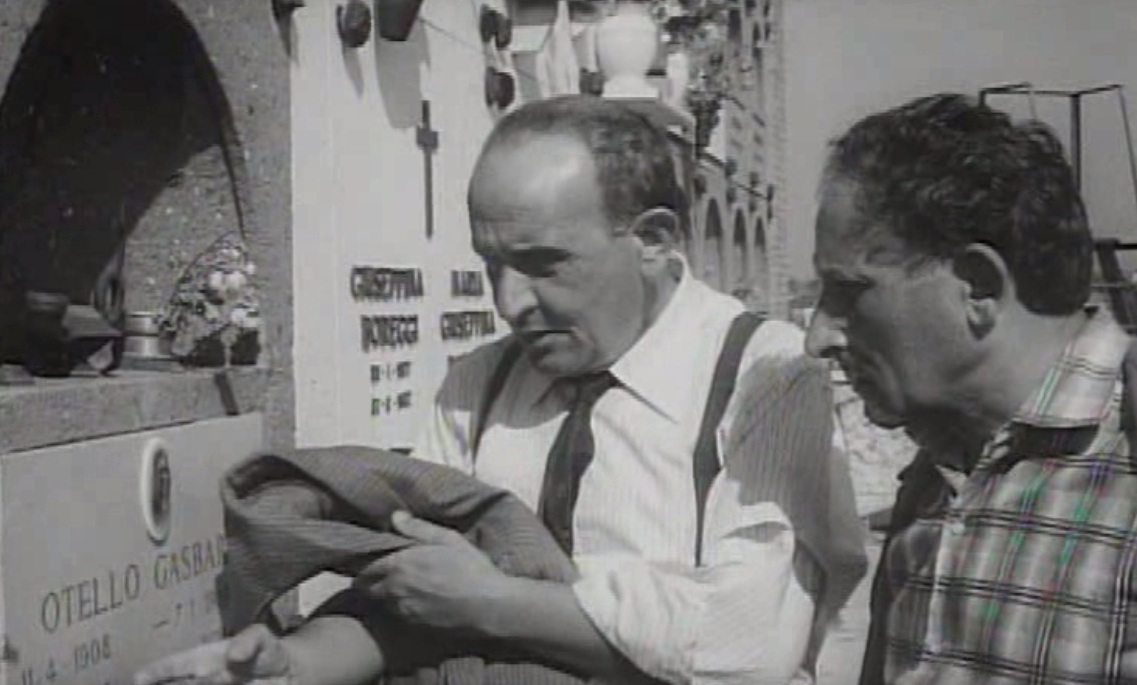
Randone ne I giorni contati (1962)

Randone in Cronaca familiare (1962)

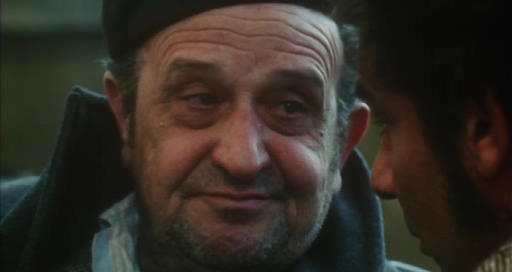
Randone ne La classe operaia va in paradiso (1971)

- Sant'Elena, piccola isola, regia di Umberto Scarpelli e Renato Simoni (1943)
- Cuore, regia di Duilio Coletti (1948)
- Una lettera all'alba, regia di Giorgio Bianchi (1948)
- Il bigamo, regia di Luciano Emmer (1956)
- Vento del Sud, regia di Enzo Provenzale (1959)
- Il re di Poggioreale, regia di Duilio Coletti (1961)
- L'assassino, regia di Elio Petri (1961)
- I masnadieri, regia di Mario Bonnard (1961)
- I giorni contati, regia di Elio Petri (1962)
- Salvatore Giuliano, regia di Francesco Rosi (1962)
- Gli anni ruggenti, regia di Luigi Zampa (1962)
- Cronaca familiare, regia di Valerio Zurlini (1962)
- La parmigiana, regia di Antonio Pietrangeli (1963)
- Un marito in condominio, regia di Angelo Dorigo (1963)
- Il criminale, regia di Marcello Baldi (1963)
- Il processo di Verona, regia di Carlo Lizzani (1963)
- Le mani sulla città, regia di Francesco Rosi (1963)
- Danza macabra, regia di Antonio Margheriti (1964)
- Il magnifico cornuto, regia di Antonio Pietrangeli (1964)
- La donna del lago, regia di Luigi Bazzoni e Franco Rossellini (1965)
- La decima vittima, regia di Elio Petri (1965)
- La fabbrica dei soldi, episodio La morte in affitto, regia di Riccardo Pazzaglia (1965)
- Io, io, io... e gli altri, regia di Alessandro Blasetti (1966)
- A ciascuno il suo, regia di Elio Petri (1967)
- I diamanti che nessuno voleva rubare, regia di Gino Mangini (1968)
- Tre passi nel delirio - episodio Toby Dammit, regia di Federico Fellini (1968)
- L'età del malessere, regia di Giuliano Biagetti (1968)
- Gli intoccabili, regia di Giuliano Montaldo (1969)
- Fellini Satyricon, regia di Federico Fellini (1969)
- Indagine su un cittadino al di sopra di ogni sospetto, regia di Elio Petri (1970)
- Ninì Tirabusciò, la donna che inventò la mossa, regia di Marcello Fondato (1970)
- Stress, regia di Corrado Prisco (1971)
- Cose di Cosa Nostra, regia di Steno (1971)
- Il prete sposato, regia di Marco Vicario (1971)
- La classe operaia va in paradiso, regia di Elio Petri (1971)
- Imputazione di omicidio per uno studente, regia di Mauro Bolognini (1972)
- La colonna infame, regia di Nelo Risi (1972)
- La calandria, regia di Pasquale Festa Campanile (1972)
- La prima notte di quiete, regia di Valerio Zurlini (1972)
- Mio caro assassino, regia di Tonino Valerii (1972)
- Il caso Pisciotta, regia di Eriprando Visconti (1972)
- La proprietà non è più un furto, regia di Elio Petri (1973)
- Il poliziotto è marcio, regia di Fernando Di Leo (1974)
- In nome del Papa Re, regia di Luigi Magni (1977)

## Teatro
- Elettra di Sofocle, regia di Giorgio Strehler, prima al Teatro Olimpico di Vicenza, 7 settembre 1951.
- La fastidiosa di Franco Brusati, regia di José Quaglio, stagione teatrale 1965/66.
- Otello di William Shakespeare (1956).
- Timone d'Atene, di William Shakespeare, regia di Marco Bellocchio, Piccolo Teatro di Milano (1969)
- Tutto per bene di Pirandello 1978

## Prosa televisiva Rai
- Il piacere dell'onestà, di Luigi Pirandello (1954)
- Inquisizione, di Diego Fabbri, regia di Daniele D'Anza, trasmessa il 8 luglio 1955.
- La domenica ci si riposa, di Valentino Bompiani (1956)
- L'ostrica e la perla di ??? (1956)
- La signora X di André Bisson (1957)
- La vita degli altri di Guglielmo Zorzi (1957)
- Otello di W.Shakespeare (1957)
- La tempesta di W.Shakespeare (1957)
- Pescatori di Arnaldo Vacchieri (1957)
- Tutto per bene di Luigi Pirandello (1958)
- Il divorzio di Marco Praga (1959)
- I disonesti di Gerolamo Rovetta (1959)
- Saul di Vittorio Alfieri (1959)
- Tre sorelle di Anton Cechov (1959)
- Frana allo scalo nord di Ugo Betti (1959)
- Anna Christie di Eugene O'Neill (1960)
- Re Lear, regia di Sandro Bolchi, trasmesso nel 1960.
- Tom Jones, sceneggiato televisivo, regia di Eros Macchi, trasmesso dal 29 maggio al 3 luglio 1960.
- La bottega del caffè di Carlo Goldoni (1960)
- Erano tutti miei figli di Arthur Miller (1961)
- Attenzione a domani, commedia di Kenneth Bird, regia di Claudio Fino, trasmessa il 4 luglio 1962
- La regina morta di Henry de Montherlant (1965)
- Il pane bianco di Claude Spaak (1966)
- Il litigio di Charles Vildrac (1966)
- I Promessi Sposi, sceneggiato televisivo, regia di Sandro Bolchi, trasmesso nel 1967.
- Creatura umana di Vittorio Calvino (1968)
- Il mondo di Pirandello/Camere d'affitto tratto da 3 novelle di Pirandello (1968)
- I fratelli Karamazov, sceneggiato televisivo, regia di Sandro Bolchi, trasmesso nel 1969.
- Il Berretto a Sonagli, regia di Edmo Fenoglio, trasmesso su Rai 1 il 25 settembre 1970.
- Nessuno deve sapere di Genta&Oxman (1973)
- Edipo re di Sofocle (1984)
- Pensaci Giacomino! di Luigi Pirandello (1986)
- Attenzione a domani di Kennet Bird (???)
- Fine delle vecchie signore di ??? (1960)

## Prosa radiofonica Rai
- Peer Gynt, di E. Ibsen, regia di Enzo Ferrieri, trasmessa il 28 febbraio 1946
- Giovannino, commedia di Sabatino Lopez, regia di Guglielmo Morandi, trasmessa il 22 dicembre 1947
- Non aspettarmi, commedia di Stefano Terra, regia di Enzo Ferrieri, trasmessa il 16 febbraio 1948.
- La scuola dei padri, di Stefano Pirandello, regia di Corrado Pavolini, trasmessa il 24 febbraio 1953.
- Angeli e colori di Carlo Linati, regia di Pietro Masserano Taricco, trasmessa il 6 maggio 1950.
- La giara, di Luigi Pirandello, regia di Franco Rossi, trasmessa il 24 agosto 1952
- Volpone, di Ben Jonson, regia di Pietro Masserano Taricco, trasmessa il 26 settembre 1952
- Il Ciclope, di Euripide, regia di Guglielmo Morandi, trasmessa il 15 novembre 1952
- Come un ladro di notte, di Enrico Bassano, regia di Umberto Benedetto, trasmessa 27 gennaio 1953
- La scuola dei padri, commedia di Stefano Pirandello, regia di Corrado Pavilini 24 febbraio 1953
- La vedova, commedia di Renato Simoni, regia di Guglielmo Morandi, trasmessa il 18 aprile 1955.
- Maria Maddalena, commedia di Friedrich Hebbel, regia di Pietro Masserano Taricco, trasmessa il 6 aprile 1956
- Lotta con l'angelo, di Tullio Pinelli, regia di Guglielmo Morandi, trasmessa il 14 maggio 1957
- Il verbo, di Kaj Munk, regia di Pietro Masserano Taricco, trasmessa il 17 maggio 1957
- La vedova, commedia di Renato Simoni, regia di Guglielmo Morandi trasmessa il 23 luglio 1957
- Il cardinale di Spagna, di Henry de Montherlant, regia di Flaminio Bollini, trasmessa il 11 gennaio 1962

## Riconoscimenti
- 1958: Vincitore del Premio San Genesio come miglior attore teatrale dell'anno per l'opera Assassinio nella cattedrale
- 1962: Vincitore del Nastro d'argento come Attore non protagonista per il film L'assassino
- 1968: Vincitore del Premio San Genesio come miglior attore teatrale dell'anno per Il piacere dell'onestà
- 1972: Vincitore del Nastro d'argento come Attore non protagonista per il film La classe operaia va in Paradiso

## Doppiatori
- Renato Turi in Gli intoccabili, Fellini Satyricon
- Corrado Gaipa in Indagine su un cittadino al di sopra di ogni sospetto, La prima notte di quiete
- Arturo Dominici in Mio caro assassino, Il poliziotto è marcio
- Giorgio Capecchi in Cronaca familiare
- Giuseppe Rinaldi in Tre passi nel delirio

## Discografia parziale

### Album
- 1953 - Brani scelti dall'Otello di Shakespeare (Cetra, CLV 0604, LP 10") con Annamaria Ferrero e Vittorio Gassman